# تشهاردة (أملش الشمالي)
تشهاردة (بالفارسية: چهارده) هي قرية تقع في إيران في قسم أملش الشمالی الريفي. يقدر عدد سكانها بـ 374 نسمة بحسب إحصاء 2016.